# گلنتیس
گلنتیس (به انگلیسی: Glenties) یک روستا در ایرلند است که در شهرستان دانیگول واقع شده‌است. گلنتیس ۸۶۹ نفر جمعیت دارد و ۷۸ متر بالاتر از سطح دریا واقع شده‌است.